# جياكومو ميديشي
جياكومو ميديشي (بالإيطالية: Giacomo Medici)‏ هو تاجر أعمال فنية إيطالي، ولد في القرن العشرين.